# Арусси
Арусси́ — село в Лакском районе Дагестана. Входит в состав сельского поселения «Сельсовет «Карашинский»».

## Географическое положение
Расположено на территории Бабаюртовского района, в 38 км к востоку от села Бабаюрт.

## История
Основано на месте ногайского аула Барнаул (Бурлаул), после передачи его земель под зимние пастбища Лакского района. Указом Президиума Верховного Совета ДАССР от 23.02.1972 года на территории Бабаюртовского района, на землях, закрепленных за колхозом имени К.Маркса, зарегистрирован новый населённый пункт Арусси.

## Население
| 1926 | 1939 | 1959 | 1970 | 1989 | 2002 | 2010 |
| ---- | ---- | ---- | ---- | ---- | ---- | ---- |
| 91   | ↘15  | ↗241 | ↘171 | ↗200 | ↗206 | ↘182 |
| 2021 |      |      |      |      |      |      |
| ↘135 |      |      |      |      |      |      |